# Bernat VI d'Armanyac
Bernat VI, nascut cap a 1270 i mort el 1319, comte d'Armanyac (amb Fesenzac) (1285-1319), fou el fill de Guerau VI d'Armanyac, vescomte de Fesenzaguet i comte d'Armanyac amb Fezensac, i de Mata de Bearn.

## Biografia
Es va casar en primeres noces amb Isabel d'Albret (vers 1275, † 1 de desembre de 1294), filla de Bernat Ezi IV, senyor d'Albret i Joana de Lusignan. Per aquest matrimoni, Bernat VI va portar el títol de senyor d'Albret entre els anys 1280 i 1294.
En 1291, va fundar el municipi de La Bastida d'Armanhac.
El 1298, es va casar en segones noces amb Cecília de Rodés (1278 † 1313), filla i hereva d'Enric II, comte de Rodés i vescomte de Carlat i Creyssel, i de la seva segona esposa, Mascarona de Comenge.
Bernat VI va servir lleialment als reis de França en el transcurs de les seves guerres. El 1302 va combatre a Itàlia sota ordres de Carles I de Valois. Després va participar en totes les campanyes portades a terme a Flandes per Felip IV de França i després pel seu fill Lluís X de França (el 1303, 1304, 1313 i 1315). Va servir llavors al capdavant de destacaments importants de l'exèrcit reial. Va contribuir sobretot a la victòria de Mons-en-Puelle el 18 d'agost de 1304, amb quatre-cents homes d'armes i mil sergents a peu. El seu valor i la seva fidelitat foren tals que fou cridat a formar part del consell 'estret' (restringit), creat el 1316 per Felip V de França. Aquesta activitat militar fou molt onerosa i va ajudar a empobrir a Bernat VI: el 1313 es va veure obligat a manllevar 2500 florins d'or per a les exèquies de la seva esposa.
Després de la mort del vescomte de Bearn, el seu avi, sostingué una llarga guerra contra el comte de Foix en resposta a la controvèrsia sobre el testament del seu ancestre. Un testament estava fet a favor del comte de Foix però Bernat sostenia que era fals. Un decret de 1293 va ordenar un duel entre els dos pretendents, però va ser impedit pel rei. Aquest conflicte degenera en una guerra larvada entre les cases d'Armanyac i de Foix, que es va desenvolupar durant la quasi totalitat del segle xiv.
Els fill de Bernat VI, tots nascuts del segon matrimoni, foren:
- Joan I (1305 † 1373), comte d'Armanyac, de Fesenzac i de Rodés.
- Mata († 1364), casada el 1321 amb Bernat Ezi V, senyor d'Albret.
- Isabel, senyora de Beras.

Certs historiadors afegeixen a Francesca de Fesenzac (1298 - ?), esposa de Pere Ramon I (vers 1295 † 1341), Comte de Comenge.
El seu fill natural, Joan, bastard d'Armanyac, dit "de la Guerra", va participar en les guerres a Gascunya. Fou capturat per la gent del rei, sent alliberat després d'haver promès ser fidel i lleial al rei. Deixa les armes, abraça l'estat eclesiàstic, i fou patriarca d'Alexandria, tenint després l'administració del bisbat de Rodés, el 1376.